# Vorrei incontrarti
Vorrei incontrarti è un brano musicale scritto e composto da Alan Sorrenti e pubblicato nel 1972 nel suo album d'esordio Aria. Nello stesso anno dall'album fu estratto il 45 giri Vorrei incontrarti/Un fiume tranquillo. 

## Testo e significato
Il brano parla di un amore impossibile. Il protagonista trasognato sembra voglia annegare la sua solitudine e il vuoto esistenziale in questa aria  malinconica.

## Formazione
- Alan Sorrenti – voce, chitarra acustica
- Vittorio Nazzaro – chitarra acustica
- Albert Prince – fisarmonica, sintetizzatore